# Sydlig träddasse
Sydlig träddasse eller sydlig trädhyrax (Dendrohyrax arboreus) är en däggdjursart som först beskrevs av Andrew Smith 1827.  Dendrohyrax arboreus ingår i släktet träddassar och familjen Procaviidae. IUCN kategoriserar arten globalt som nära hotad. Inga underarter finns listade.

## Taxonomi
Det råder oenighet om taxonet skall betraktas som en egen art eller som en synonym till  Dendrohyrax validus.

## Utbredning
Arten förekommer i Tanzania och södra Kenya i flera från varandra skilda populationer. Den lever främst i bergsskogar och når där 3 070 meter över havet men djuret finns även i låglänta kustområden och på vissa öar.

## Hotstatus
Det har visat sig att artens totala utbredningsområde är mindre än tidigare uppskattningar, varför IUCN har uppgraderat artens rödlistestatus från livskraftig till nära hotad. Det främsta hotet är habitatförlust, i synnerhet genom skogsavverkning.

## Storlek och utseende
Den sydliga träddassen har lång och mjuk päls, som är gråbrun eller mörkbrun till färgen, något ljusare på undersidan av kroppen. Undersidans färg kan variera mellan ljusgrå, kanelbrun och smutsig vit. Kännetecknande är en 20 till 40 mm lång rödbrun fläck på ryggens topp.
Pälshåret blir ljusare längst ut på pälshåren. Öronen har en krans av vitt hår.
Arten är i genomsnitt 520 millimeter lång och har en vikt av 2,27 kilogram. Hanen är något större än honan. Sydlig träddasse saknar svans.

## Revir
Artens revir brukar bli större med tilltagande ålder. En studie i Rwanda i slutet av 1990-talet gav vid handen att reviret varierar inom storleken 600 – 2 800 kvadratmeter.

## Födoval
Arten är i huvudsak lövätare (folivor). Närmare 150 växtarter har identifierats vid undersökningar i Sydafrika av djurets spillning. Den vanligaste arten representerar ungefär 38 procent av det totala intaget. Vanliga arter i den sydliga träddassens födoval är afrikansk redwood, Hypericum revolutum, Podocarpus falcatus och arter av fikussläktet.

## Habitat
Arten lever i skogsmark som har en blandning av yngre och äldre skog, både låglänt och ända upp på alpin nivå. Den har påträffats på upp till 4 500 meter över havet.

## Naturliga fiender
Bland rovdjur som är kända för att ta den sydliga träddassen kan nämnas leopard, afrikansk guldkatt, serval, ökenlo, genetter, civett, pytonormar, afrikansk hökörn, kronörn och större arter av uggla.

## Förökning
Parningstiden för arten är osäker, även om en födelsetopp i april/maj noterats, vilket i så fall skulle tyda på att parningstiden ligger i oktober. Dräktighetstiden är nämligen väldigt lång hos den sydliga träddassen, med tanke på dess storlek: 7,5 – 8 månader. Honan får mellan en och tre ungar. Vid födelsen väger ungarna i genomsnitt 200 gram. Ungarna diar i 3 – 7 månader och blir vuxna på 20 – 30 månader.

## Livslängd
Individer i fångenskap har blivit åtminstone 14 år gamla 